# Верховина (Ленинградская область)
Верхови́на — деревня в Усадищенском сельском поселении Волховского района Ленинградской области.

## История
Деревня Средняя Верховина упоминается на карте Новоладожского уезда 1807 года.
На карте Санкт-Петербургской губернии Ф. Ф. Шуберта 1834 года упоминаются уже три деревни: Большая Верховина, в которой находилась водяная мельница, смежная с ней Малая Верховина и к северу от них деревня Концы.

СРЕДНЯЯ ВЕРХОВИНА — деревня принадлежит Казённому ведомству, число жителей по ревизии: 102 м. п., 129 ж. п.

ВЕРХОВИНА ЗА РЕКОЙ — деревня принадлежит Казённому ведомству, число жителей по ревизии: 67 м. п., 74 ж. п.

ВЕРХОВИНА КОНЕЦ — деревня принадлежит Казённому ведомству, число жителей по ревизии: 58 м. п., 67 ж. п. (1838 год)

Как деревни Большая Верховина и Малая Верховина они отмечены на карте Ф. Ф. Шуберта 1844 года.

ВЕРХОВИНА СРЕДНЯЯ — деревня Ведомства государственного имущества, по просёлочной дороге, число дворов — 55, число душ — 119 м. п.

ВЕРХОВИНА ЗА РЕКОЙ — деревня Ведомства государственного имущества, по просёлочной дороге, число дворов — 35, число душ — 69 м. п.

ВЕРХОВИНА КОНЕЦ — деревня Ведомства государственного имущества, по просёлочной дороге, число дворов — 24, число душ — 65 м. п. (1856 год)

ВЕРХОВИНА СРЕДНЯЯ — деревня казённая при реке Лынне, число дворов — 56, число жителей: 134 м. п., 144 ж. п.; Часовня православная. 

ВЕРХОВИНА ЗА РЕКОЙ — деревня казённая при реке Лынне, число дворов — 34, число жителей: 86 м. п., 94 ж. п.; Часовня православная.

ВЕРХОВИНА КОНЕЦ — деревня казённая при колодце, число дворов — 29, число жителей: 70 м. п., 75 ж. п.; Часовня православная. (1862 год)

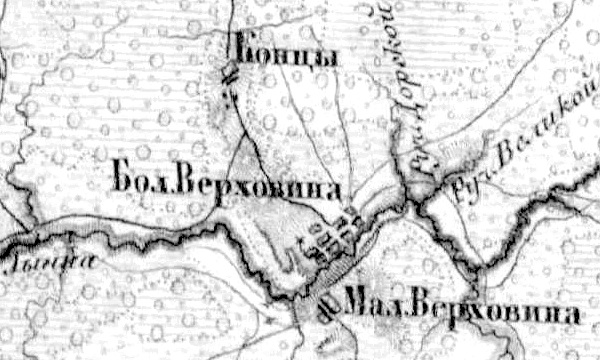
Деревни Верховина Большая, Малая и Конец на карте Ф. Ф. Шуберта 1872 года

Согласно карте Ф. Ф. Шуберта 1872 года в деревнях Большая Верховина и Малая Верховина находились ветряные мельницы.
Сборник Центрального статистического комитета описывал её так:

СРЕДНЯЯ-ВЕРХОВИНА — село бывшее государственное при речке Лынне, дворов — 60, жителей — 290; церковь православная (Параскевы Пятницы), часовня, водяная и ветряная мельница, лавка.
(1885 год)

Согласно епархиальным сведениям 1899 года деревни Верховина Конец, Верховина За Речкой и Верховина Средняя относились к приходу Преображенской церкви (ранее Усадище-Спасовской, Михайловского погоста) в селе Заболотье.
В конце XIX — начале XX века деревни административно относились к Усадище-Спассовской (Усадищской) волости 2-го стана Новоладожского уезда Санкт-Петербургской губернии.
По данным «Памятной книжки Санкт-Петербургской губернии» за 1905 год деревни Верховина-за рекой, Верховина-Конец и Верховина-Средняя составляли Верховинское сельского общества.
Согласно военно-топографической карте Петроградской и Новгородской губерний издания 1915 года деревни назывались Большая и Малая Верховина.
С 1917 по 1923 год деревни Верховина-Малая, Верховина-Средняя и Верховина-Конец входили в состав Верховинского сельсовета Усадище-Спасовской волости Новоладожского уезда.
На карте Петербургской губернии издания 1922 года обозначена одна деревня Верховины.
С 1923 года в составе Пролетарской волости Волховского уезда.
Согласно данным переписи населения СССР 1926 года в деревне Верховина Средняя проживали 377 человек — все русские, в деревне Верховина Малая проживали 327 человек — все русские, в деревне Конец-Верховина проживали 213 человек — также все русские.
С 1927 года в составе Волховского района.
В 1928 году население деревни составляло 913 человек.
Согласно карте Ленинградской области Северо-западного аэрогеодезического треста ГГУ издания 1932 года деревня Средняя Верховина насчитывала 39 крестьянских дворов, в ней находились почта, ветряная мельница и церковь. Деревня Верховина за рекой насчитывала 38, а деревня Верховинский Конец — 23 двора.
По данным 1933 года село Среднее Верховино являлось административным центром Верховинского сельсовета Волховского района, в который кроме села входили деревни: Верховина за рекой, Верховина Конец, Большое Елешково, Малое Елешково и Мошки, общей численностью населения 1284 человека.
По данным 1936 года административным центром Верховинского сельсовета являлась деревня Среднее Верховино, в его состав входили 5 населённых пунктов, 209 хозяйств и 4 колхоза.
С 1954 года в составе Карпинского сельсовета.
С 1960 года вновь в составе Усадищенского сельсовета Волховского района.
В 1961 году население деревни составляло 340 человек.
По данным 1966 года в состав Усадищенского сельсовета входили деревни Верховина и Верховина-Конец.
По данным 1973 и 1990 годов в состав Усадищенского сельсовета входила только деревня Верховина.
В 1997 году в деревне Верховина Усадищенской волости проживали 57 человек, в 2002 году — 45 человек (все русские).
В 2007 году в деревне Верховина Усадищенского СП — 30 человек.

## География
Деревня расположена в южной части района на автодороге 41К-374 (Подвязье — Кроватыни).
Расстояние до административного центра поселения — 20 км.
Расстояние до ближайшей железнодорожной станции Мыслино — 22 км.
Через деревню протекает река Лынна.

## Демография
| 1838 | 1862 | 1885 | 1997 | 2007 | 2010 | 2017 |
| ---- | ---- | ---- | ---- | ---- | ---- | ---- |
| 497  | ↗603 | ↘290 | ↘57  | ↘30  | ↘23  | ↘22  |

### Национальный состав
Согласно данным Всероссийской переписи населения 2021 года в деревне проживали 27 человек, из них:
 русские — 18 человек, остальные национальность не указали.

## Достопримечательности
- Церковь святой мученицы Параскевы, каменная. Годы постройки 1869—1876. Архитектор А. П. Мельников. Действовала до 1934 года. В 1938 году храм был закрыт. Состояние плохое[28].

Руины церкви св. Параскевы
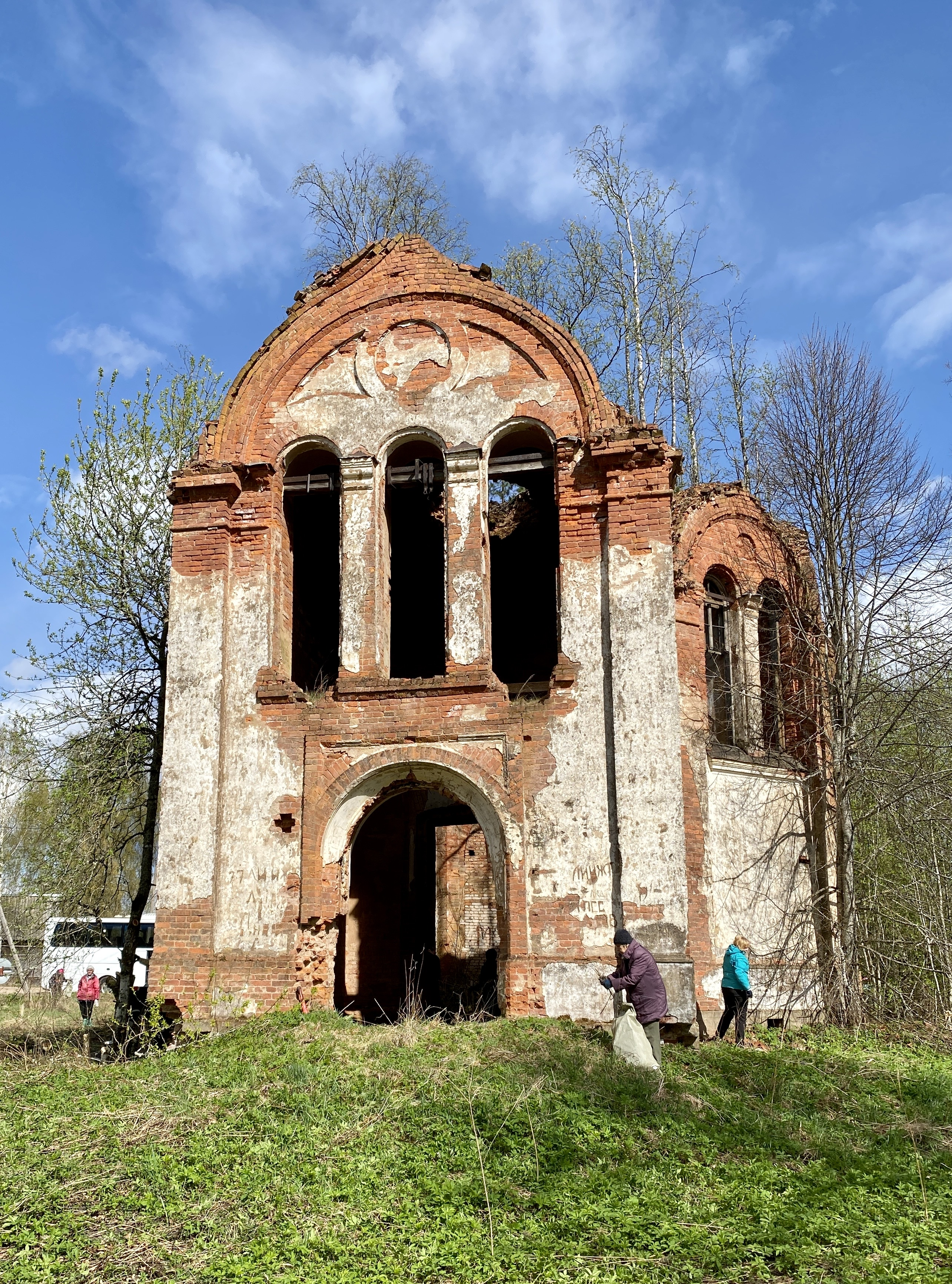
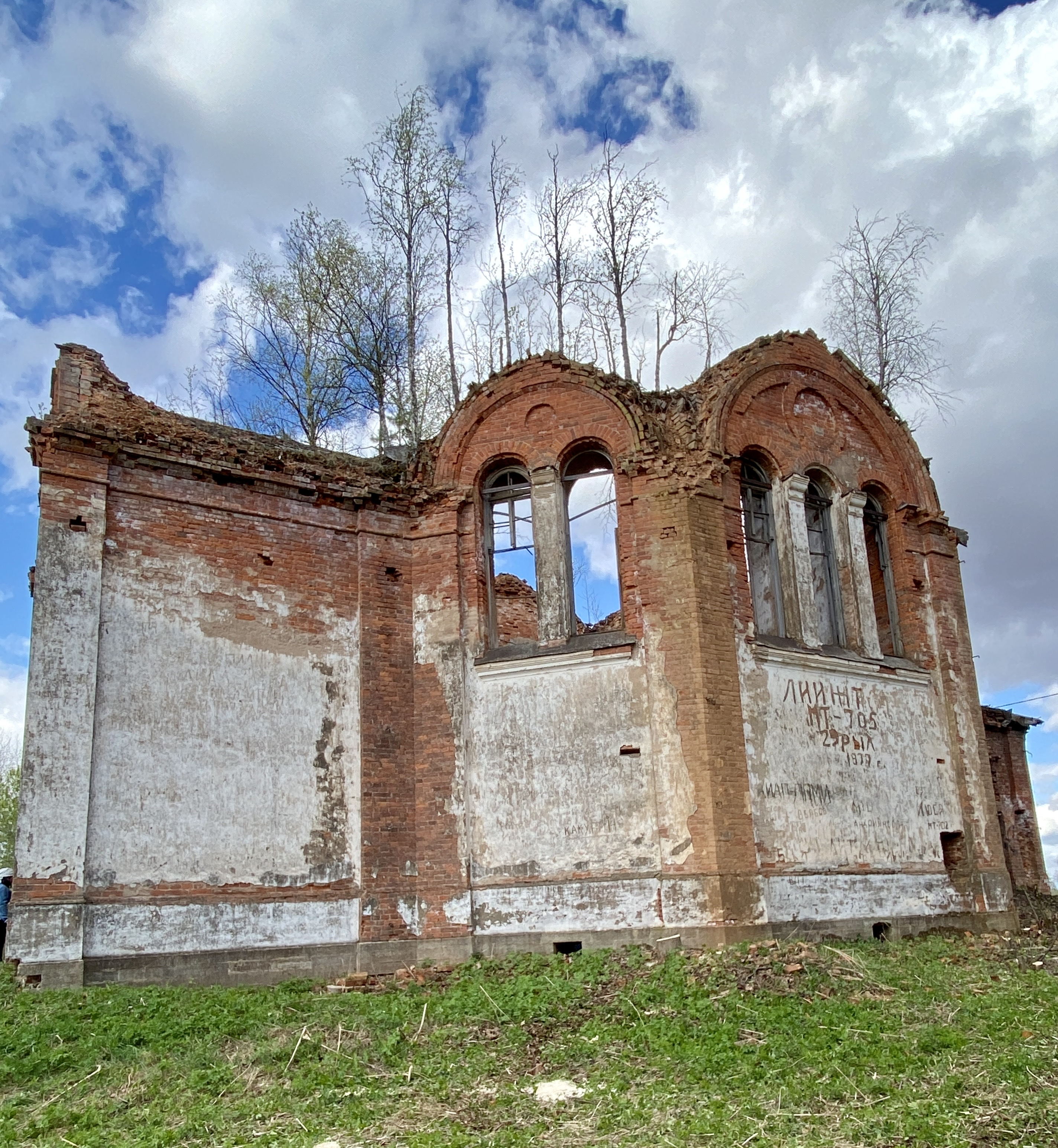
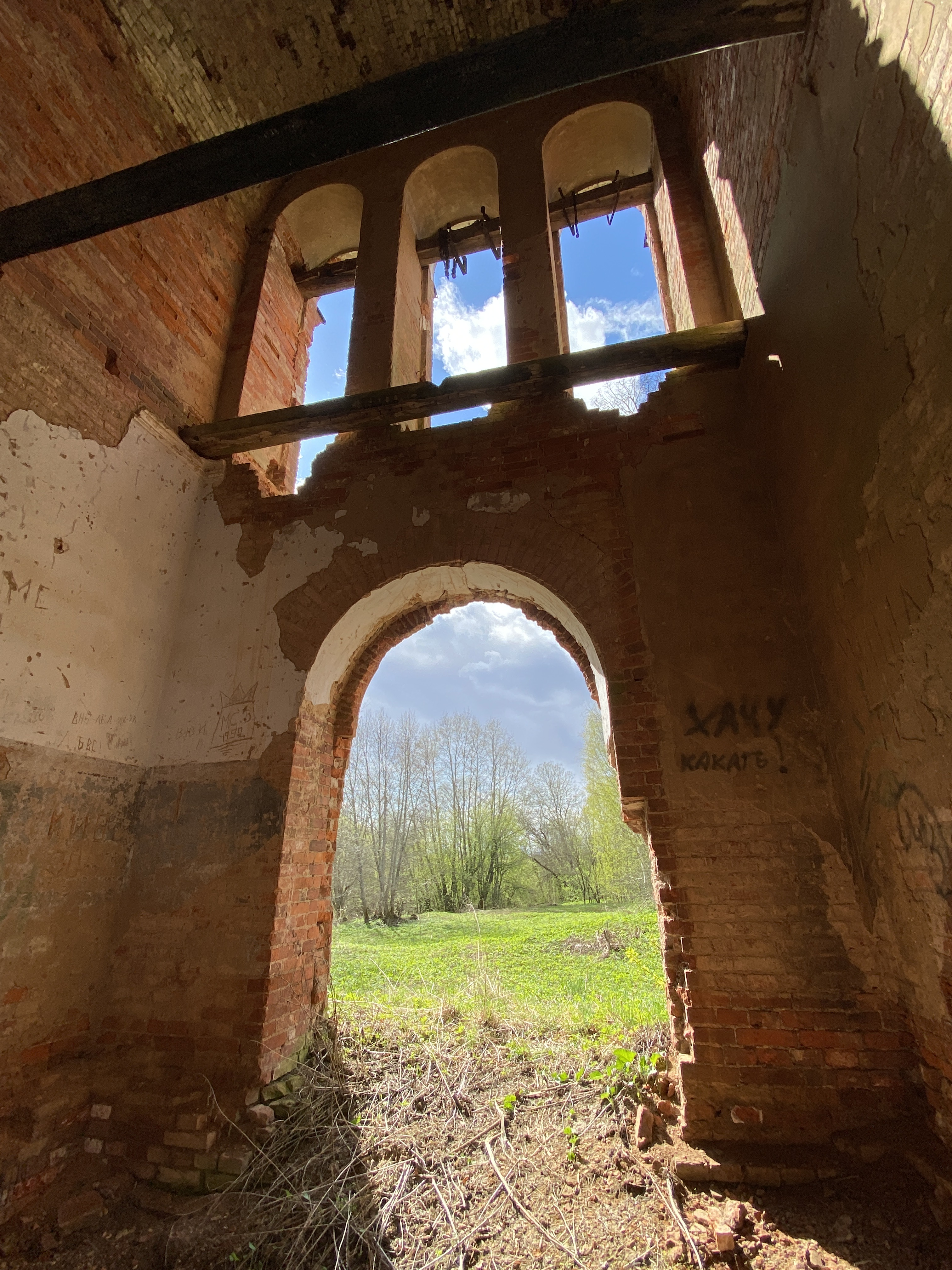
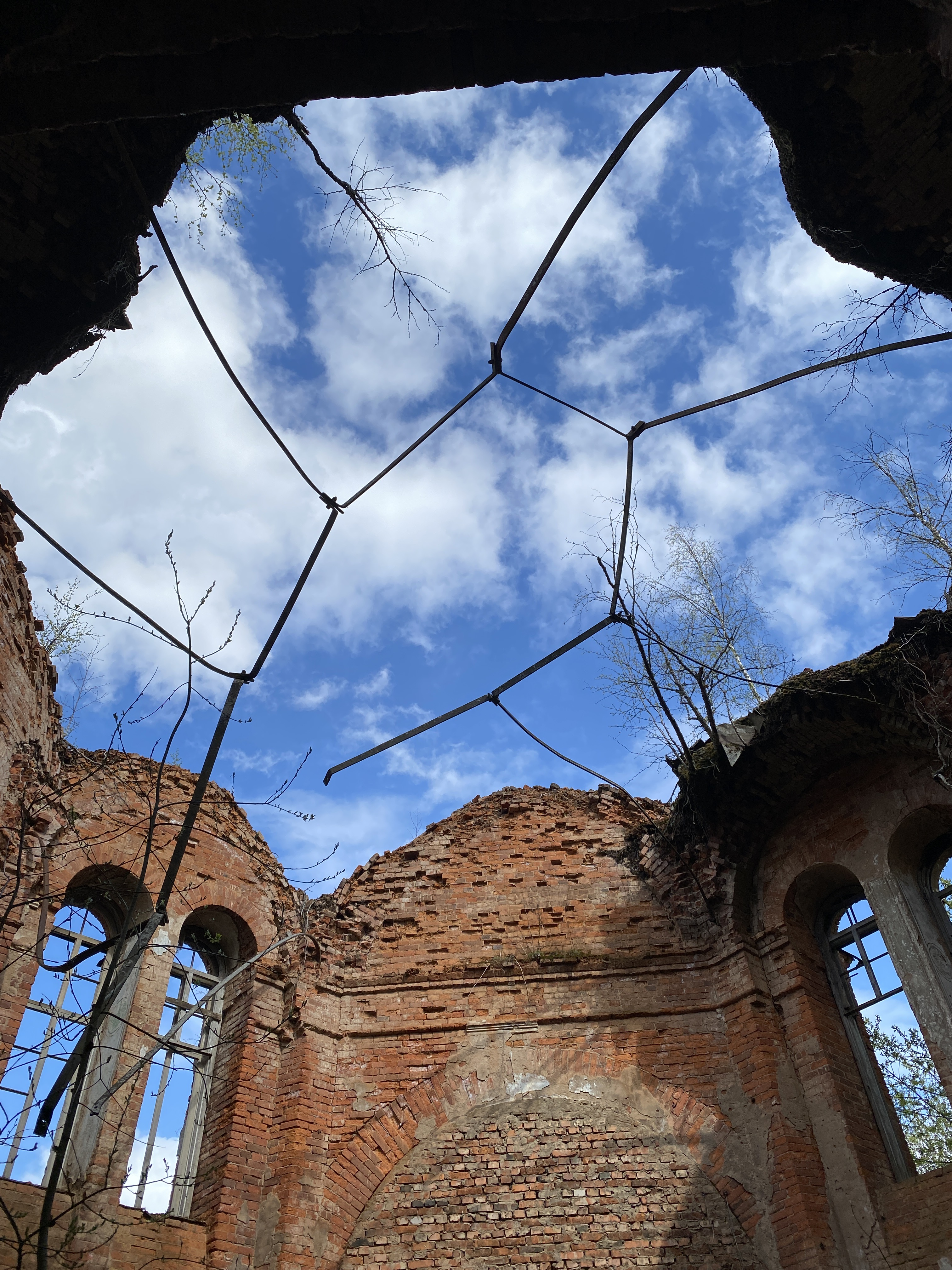